# Bernd Schmidt (Schriftsteller)

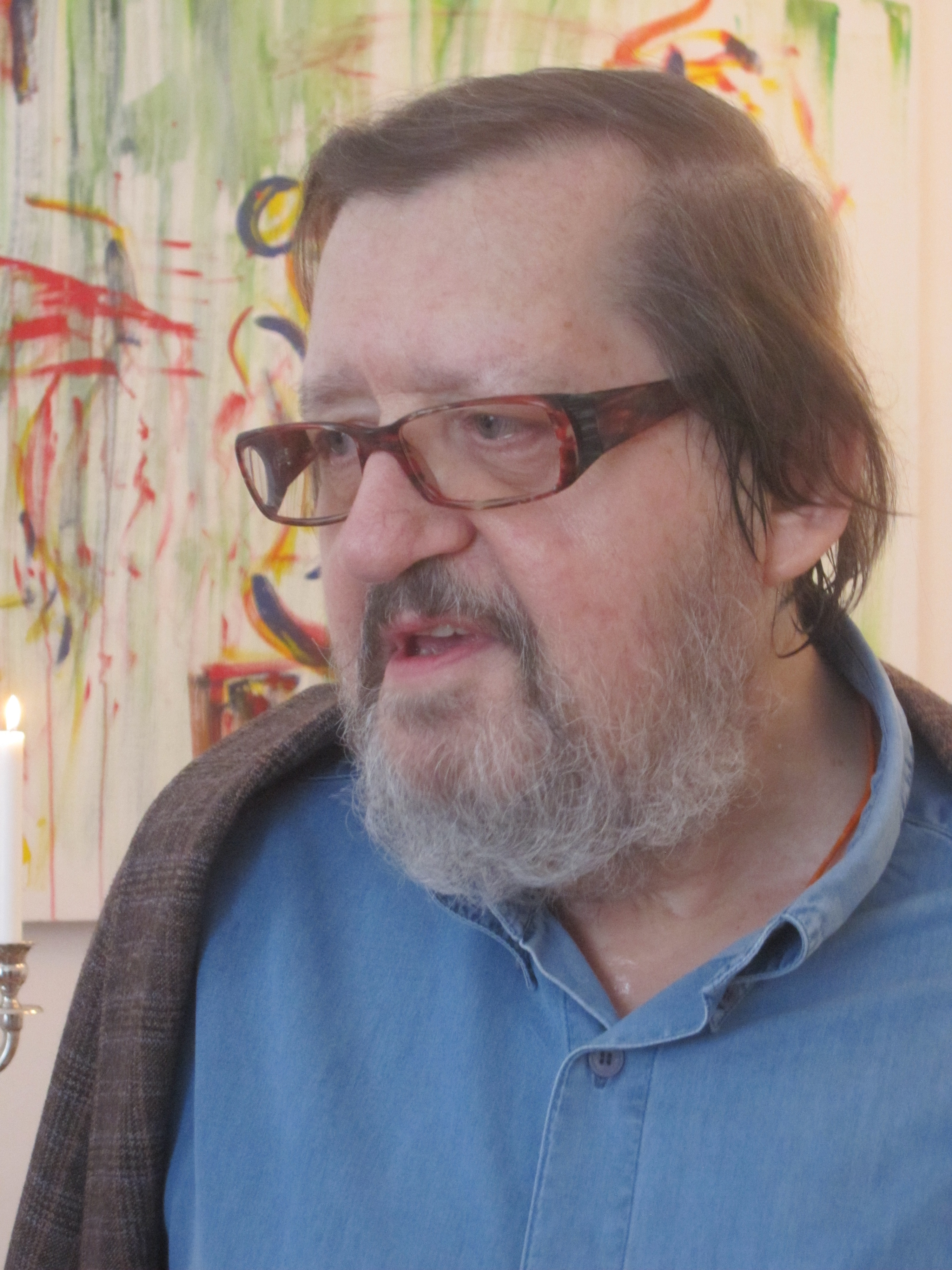
Bernd Schmidt, 2016

Bernd Schmidt (* 13. Mai 1947 in Graz, Steiermark; † 23. September 2016 ebenda) war ein österreichischer Schriftsteller, Komponist, Illustrator und Kulturjournalist.
Er war Autor von Kinderbüchern sowie Verfasser und Illustrator von zahlreichen Satirebänden. Er schrieb Kabarettprogramme und Programmbeiträge, Chansontexte, Drehbücher sowie Theaterstücke und Bearbeitungen.

## Leben
Bernd Schmidt wurde in Graz geboren und begann nach der Matura 1965 das Studium der Germanistik, Geschichte und Philosophie an der Karl-Franzens-Universität Graz.
Von 1969 an unterrichtete er drei Jahre lang als AHS-Lehrer für Deutsch und Geschichte am Grazer Bundesgymnasium Lichtenfels.
Danach wirkte er über Jahrzehnte als (Kultur-)Redakteur in Graz, anfangs bei „Süd-Ost Tagespost“ und „Kleine Zeitung“ und zwischenzeitlich als Mitarbeiter beim „ORF Steiermark“. Von 1988 bis 2002 war er Leiter der Kulturredaktion der „Steirerkrone“ („Kronen Zeitung“).
Ab 2002 war Schmidt als freischaffender Schriftsteller, Komponist, Maler, Illustrator und freier Kulturjournalist tätig.

## Ehrungen und Auszeichnungen
- Bernd Schmidt erhielt 1978 den Literaturförderungspreis der Stadt Graz.[3]
- 2005 Verleihung des Berufstitels Professor[4]
- 2011 Verleihung des goldenen Ehrenzeichens des Landes Steiermark[5]

## Werke

### Bühnenwerke (Auszug)

#### Eigene
- Texte, Kompositionen und Klavierbegleitung zum satirischen Abend „Achtung! Frisch gestrichen!“ mit Jutta Panzenböck, Graz, 2011
- Drehbücher und Drehbuchentwürfe (für den ORF); Chansontexte und -musiken; Bühnenmusiken; Regiearbeiten; Klavierbegleitung; grafische Arbeiten, Malerei und Illustrationen; Beiträge in diversen (Literatur-)Zeitschriften („Sterz“, „moskito“, „WAS“ u. a.)

#### Bearbeitungen
- „Das Glück des Jaro Svatek“ (Volksstück in drei Akten nach Ludwig Nerz und Armin Friedmann), Pero Bühnenverlag, Wien 1978;
- viele Bearbeitungen, textlich wie musikalisch, besonders im Bereich Schul- und Jugendtheater für die „Grazer Komödie/Steirisches Tourneetheater“ (Leitung: Harald Kopp)
- ab 1970; Puppenspiele für das „Steirische Puppentheater“;
- Dramatisierung des Romans „Der letzte Österreicher“ von Alfred Kolleritsch für das „Grazer Theater im Keller“ (UA im TiK, 1998)
- „Ein Keller voller Narren“ (für das Grazer TiK, 1998; Musik: Berndt Luef; Regie: Reinhold Ulrych);
- „Ein starkes Stück. Drei Einakter“ für die Schlossbergspiele Wildon, 1983 (Regie: Gerda Klimek); Text zum Stück „Zeit für mich“ (Musikalischer Monolog für Uschi Plautz; Musik von Gottfried Wurzwallner; Studiobühne der Grazer Oper, 1991);
- „Der gute Mensch von Nebenan“, eine Bertolt-Brecht-Collage, im Grazer Theatercafé, 2000 (mit Uschi Plautz, Bernd Sračnik und Georg Schulz; Regie: Wolfgang Dobrowsky); erweiterte Fassung für Plautz und Sračnik: Studiobühne des Grazer Opernhauses, 2013.
- Bearbeitung und Regie der Komödien „Honigmond“ (von Gabriel Barylli) und „Charmed Balls“ (von Sam M. Hawley und Bernd Schmidt) für die Gruppe „La Commedia“ (im Landhaus Jöbstl, 2002 und 2003).
- Gast-Produktionsdramaturg und Mitgestalter des Textes zur erotischen Revue „Heiße Herzen – Herrenabend mit Damenwahl“ am Grazer Schauspielhaus (Regie: Robert Schmidt; Ausstattung: Jens Fiedler; Musik: Albert Seidl; Choreographie: Pascal Chanterie; Saison 2003/04).
- Text und Musik zum Mythical „Penthesilea“ (gemeinsam mit Gerda Klimek; konzertante Aufführung im Grazer Stadtmuseum, 2004).
- Bearbeitung der Farce „Und das alles auf Krankenschein“ von Ray Cooney (für die „Kleine Komödie / Kammerspiele Graz“, 2010).

### Schriften

#### Buchveröffentlichungen
- „Archibald Zwiebelhaar“. Texte zum Kinderbuch. R & M Verlag, Graz 1976.
- „Das Glück des Jaro Svatek“. Bearbeitung des Volksstücks in drei Akten von Ludwig Nerz und Armin Friedmann. Bühnen- und Musikverlag Hans Pero, Wien 1978.
- Texte zur Kinderbuchreihe „Unser Freund … der Dichter, … der Musiker, … der Bild-hauer, … der Maler“, Idee und Illustrationen: Paul Mangold. Mangold Verlag, Graz 1980 ff.
- „Die Wette und andere Satiren“. Cover-Zeichnung: Alexander Wolf. Leykam, Graz 1990.
- „Die Nachfolgerin und andere Geschichten“. Cover-Zeichnung: Elisabeth Becker. Edition Strahalm, Graz 1991.
- „Bei uns in Ironville. Ein Märchen aus dem Wilden Westen“. Illustrationen: Fred Höfler. Andreas Schnider Verlagsatelier, Graz – Esztergom – Paris – New York 1994.
- „Die Grazer Oper von A bis Z“. Vereinigte Bühnen, Graz 1998.
- „Ich glaube, dass es Isidor gut geht. Erzählungen“. Cover-Zeichnung und Illustrationen: Bernd Schmidt. Edition Strahalm, Graz 2000.
- „Achterbahn. Erzählungen“. Cover und Illustrationen wie oben. Edition Strahalm, Graz 2000.
- „Sagen Sie einfach Zunzel zu mir. Erzählungen“. Cover und Illustrationen wie oben. Edition Strahalm, Graz 2001.
- „Kivi. Erzählungen, Aphorismen und ein Dramolett“. Cover und Illustrationen wie oben. Edition Strahalm, Graz 2002.
- „Die Hammerzehe des Kardinals und andere böse Geschichten“. Cover-Zeichnung: B. Schmidt. Verlag Franz, Eibiswald 2007.
- „Essig & Öl – a steirisches Gueule – Die Vorspeisen“ mit Gerry Wruss im Verlag „Am Wochenrost“/Galerie-Stehcafé GesmbH, Graz 2008
- „Bernd’s Bilder – Bücher – Töne“. Bilder, Grafiken, Noten, Kompositionen, Texte von Bernd Schmidt. Fotos: Stefan Amsüss; Gestaltung: Peter Michael Ebbs. Kunst-verein „aus der reihe“, Graz 2010. (Mit CD: Chanson-Kompositionen von B. Schmidt, am Klavier der Komponist.)
- „Die Südsteirische Weinstraße. Zwischen Welschriesling und Klapotetz. Eine Geschichte in Bildern und Texten“. Texte: B. Schmidt. Edition Winkler-Hermaden, Schleinbach 2010.

#### Wissenschaftliche Publikationen
- Wissenschaftliche Mitarbeit, u. a. bei Ausstellung und Buch „Die Südbahn. Vom Do-nauraum zur Adria“ (Hrsg.: Dr. Gerhard M. Dienes), Leykam, Graz 1987.
- „Das obere Murtal“ (mit G. M. Dienes und Hubert Moser), Leykam, Graz 1989; sowie Beiträge zu Ausstellungskatalogen (Stadtmuseum Graz: „Wasser“, „transLOKAL“; Landesausstellung „Holz“ u. a. m.).
- Zahlreiche Referate (u. a.: „Salome“/Oscar Wilde, „Steirische Minnesänger“, „Vater/Sohn-Konflikt:, Der Papa wird’s schon richten …‘“, „Die 50-er Jahre“) gemeinsam mit G. M. Dienes, Stadtmuseum Graz, 2003.
- für die Referat-Reihe „Über die Anfänge des Automobilismus“: Vertonung von Erich Kästners Gedicht „Im Auto über Land“, interpretiert von Cornelia Gasser, 2004 im Grazer Stadtmuseum.
- Redaktionelles Supervising des „Personality Walk“ („Berühmte GrazerInnen im Netz“) für „2003 – Graz, Kulturhauptstadt Europas“, Graz 2003.
- Mitarbeit an der Ausstellung „Fritz Grünbaum. 1880–1941“ im Österreichischen Kabarettarchiv mit Sitz in Straden, Mai 2005.
- Konzeptuelle Vorbereitung der sowohl virtuellen als auch realen Ausstellung „Robert Stolz. 1880–1975“ für das Grazer Stadtmuseum, 2005. (Sie wurde – nach dem Führungswechsel im Stadtmuseum – allerdings nicht realisiert.)
- Mitarbeit an der Stadtmuseums-Ausstellung „Die Fahnen hoch!“ im Juni 2005.
- Textbeiträge und Redaktion zur/der Faksimile-Ausgabe des Atlasses „Innerösterreich (…)“ von Carl Joseph Kindermann, gemeinsam mit Gerhard M. Dienes, für den Archivverlag, Wien 2005.
- „Einmal Wien – Triest. Das Südbahn-Lesebuch“, gemeinsam mit Gerhard M. Dienes, für den Leykam Verlag, Graz 2007.

#### Anthologien
- „Weiß-Grüner Zitatenschatz“, hrsg. von Fritz P. Rinnhofer (Veröffentlichungen der Steiermärkischen Landesbibliothek, Band 27), Graz 2002;
- „Europa erlesen – Graz“, hrsg. von Markus Jaroschka, Gerhard M. Dienes u. a., Wieser Verlag, Klagenfurt/Celovec 2002;
- „Unsere Steiermark – Ein weiß-grünes Mosaik“, hrsg. von Johannes Koren, Steirische Verlagsgesellschaft, Graz 2003; Beiträge in „Sternstunde 2000“.
- „Der Countdown zum Jüngsten Tag“ (von Sepp Rotwangl), Edition Styria Print, Graz 1998; „Cartoons“ von Alexander Wolf, Styria, Graz – Wien – Köln 2001;
- über die Frauenbildnisse des August Plocek in der Festschrift „August Plocek“, Styria Printshop, Graz 2003;
- zur Malerin Erika Wolf-Rubenzer in „Erika Wolf-Rubenzer. Bilder von 1990–2004“, Medienfabrik Graz / Peter Poppmeiers Verlagswesen (Layout: Alexander Wolf), Graz 2004;
- zum Maler Hans Wolf in „Hans Wolf, Bilder von 1950–1970“, Medienfabrik Graz / Peter Poppmeiers Verlagswesen (Layout: Alexander Wolf), Graz 2011.

### Tonaufnahmen
- „Die vorgebliche Harmlosigkeit. Ein deutscher Schlager“ mit Interpretin Cornelia Gas-ser, Text, Musik und an der Hammondorgel: Bernd Schmidt (Aufnahme: Prof. Heinz Anderwald), 2005; CD
- „Die Glocken von St. Anna“ mit Interpretin C. Gasser, Text, Musik und am Klavier: B. Schmidt (Aufnahme: Prof. H. Anderwald), 2008. Mitwirkung an der CD
- „Treffsicher. Kabarettspitzen 1945–2000“: „Die Intellektuelle“ mit Interpretin Uschi Plautz, Text, Musik und am Klavier: B. Schmidt, ORF Steiermark 2000.

## Bildende Kunst
- 2007 Ausstellung der Arbeiten zum Thema „Punkt genau“ in der Grazer „Galerie im Lend“.
- 12/2010 bis 03/2011 Präsentation der Schmidt-Personale „Entstehungen Entgehungen …“ in den Räumen der „Arbeiterkammer für Steiermark“ in Graz